# Grace (álbum de Jeff Buckley)
Grace es el primer y único disco de estudio grabado por el cantautor estadounidense Jeff Buckley, editado el 23 de agosto de 1994, tres años antes de su muerte. En él, el músico luce su hermosa y especial voz, como también su sensibilidad única para la composición e interpretación musical, las que llevaron al álbum a convertirse en una obra maestra de todos los tiempos [?]. Si bien inicialmente el álbum obtuvo pocas ventas, las que sólo le permitieron llegar hasta el puesto n.º 149 en Estados Unidos, recibió amplia aclamación crítica. A partir de la muerte de Buckley en 1997, el álbum parece atraer nuevos fanes cada año y ha vendido en la actualidad alrededor de 2 millones de copias en todo el mundo. En 2004, conmemorando el décimo aniversario de su edición, una versión extendida de la placa fue editada, subtitulada Legacy Edition, que alcanzó el puesto n.º 44 en Gran Bretaña.
Grace ha formado parte de los puestos altos en las listas confeccionadas por revistas populares como Q, donde fue votado por los lectores como el 75.º mejor disco de todos los tiempos; la misma votación se realizó nuevamente a fines de 2005 y Grace obtuvo la 13º ubicación. En 2006, la revista Mojo calificó al álbum como el clásico de rock moderno n.º 1 de todos los tiempos. También fue elegido mediante una encuesta al público como el segundo álbum favorito de Australia en My Favourite Album, un especial de televisión realizado por la Australian Broadcasting Corporation y transmitido el 3 de diciembre de 2006, quedando por delante de álbumes como Abbey Road de The Beatles, Led Zeppelin IV de Led Zeppelin y OK Computer de Radiohead. Grace reingresó al Top 50 australiano en el número 44, desde la semana del 29 de enero hasta el 5 de febrero de 2007, trece años después de su primera edición. Actualmente, posee la certificación de séxtuple platino en dicho país.

## Crítica
Músicos como Thom Yorke de Radiohead y Matthew Bellamy de Muse, así como la artista neoyorquina Lady Gaga, citan a Jeff Buckley entre sus influencias, y el álbum ha sido laureado por artistas como Bob Dylan, Paul McCartney, Jimmy Page, Morrissey, Robert Plant, Chris Cornell de Soundgarden y Audioslave y Neil Peart de Rush. Durante una entrevista a Marillion para Rock&Pop en Santiago de Chile en 1997, Steve Hogarth señaló a Grace como uno de sus álbumes favoritos calificándolo de "fantástico", asimismo, se refirió a Jeff Buckley como una de las mejores voces de todos los tiempos.
Dentro del álbum, el músico realiza algunas versiones muy aclamadas. Entre ellas, realizó la de una canción llamada "Hallelujah", originalmente escrita por Leonard Cohen, y en el que la simple, sensible y melancólica interpretación de Buckley llevaron a considerar su versión como una obra maestra. En 2004, esta versión formó parte de la lista que Rolling Stone publicó bajo el nombre de "The 500 Greatest Songs of All Time", en la cual se ubicó en el puesto n.º 259. También, ha sido utilizada extensivamente por tos hui bas muchas series de televisión norteamericanas, así como también películas, entre las que se cuentan The West Wing, The O.C. y The Edukators.

## Listado de temas
Edición original
1. "Mojo Pin" (Jeff Buckley, Gary Lucas) – 5:42
2. "Grace" (Jeff Buckley, Gary Lucas) – 5:22
3. "Last Goodbye" (Jeff Buckley) – 4:35
4. "Lilac Wine" (James Shelton) – 4:32
5. " So Real " (Jeff Buckley, Michael Tighe) – 4:43
6. "Hallelujah" (Leonard Cohen) – 6:53
7. "Lover, You Should've Come Over" (Jeff Buckley) – 6:43
8. "Corpus Christi Carol" (Benjamin Britten) – 2:56
9. "Eternal Life" (Jeff Buckley) – 4:52
10. "Dream Brother" (Jeff Buckley, Mick Grondahl, Matt Johnson) – 5:26

## Legacy Edition
Listado de temas del disco de bonus tracks
1. "Forget Her" (Jeff Buckley) – 5:12
2. "Dream Brother" (Alternate Take) – 4:56
3. "Lost Highway" (Leon Payne) – 4:24
4. "Alligator Wine" (Screamin' Jay Hawkins)
5. "Mama, You Been On My Mind" (Bob Dylan) – 3:26
6. "Parchman Farm Blues/Preachin' Blues" (Bukka White/Robert Johnson) – 6:20
7. "The Other Woman" (Jessie Mae Robinson) – 3:05
8. "Kanga-Roo" (Alex Chilton)
9. "I Want Someone Badly" (Nathan Larson) – 2:36
10. "Eternal Life (Road Version)"
11. "Kick Out The Jams (Live)" (MC5)
12. "Dream Brother (Nag Champa Mix)"
13. "Strawberry Street" (Buckley, Goodsight, McNally) – 5:26*

(*tema oculto en la edición australiana; no aparece en el listado de temas)
- La edición Legacy incluye, también, un DVD con un documental y los vídeos de "Grace," "Last Goodbye," "So Real," "Eternal Life" (la "versión en la ruta") y "Forget Her".

## Personal
- Jeff Buckley - voz, guitarra, órgano, dulcimer, armonio, tabla (track 10)
- Mick Grondahl - bajo
- Michael Tighe - guitarra
- Matt Johnson - Percusión, batería, vibráfono (track 10)
- Gary Lucas - "Magical Guitarness" (tracks 1, 2)
- Karl Berger - arreglos de cuerdas
- Loris Holland - órgano (track 7)
- Misha Masud - tabla (track 10)

## Producción
- Productores: Jeff Buckley, Andy Wallace
- Productor ejecutivo: Steve Berkowitz
- Ingenieros: Clif Norrell, Andy Wallace
- Ingenieros asistentes: Chris Laidlaw, Bryant W. Jackson, Steve Sisco
- Mezcla: Andy Wallace
- Masterización: Howie Weinberg
- Dirección de arte: Christopher Austopchuk, Nicky Lindeman
- Diseño: Christopher Austopchuk, Nicky Lindeman
- Asistente de diseño: Jennifer Cohen
- Fotografía: Merri Cyr, David Gahr

## Charts
Album - Billboard (Norteamérica)
| Año  | Chart             | Posición |
| ---- | ----------------- | -------- |
| 1995 | Heatseekers       | 5        |
| 1995 | The Billboard 200 | 149      |

Sencillos - Billboard (Norteamérica)
| Año  | Sencillo       | Chart              | Posición |
| ---- | -------------- | ------------------ | -------- |
| 1995 | "Last Goodbye" | Modern Rock Tracks | 19       |